# Росбаш, Майкл
Майкл Росбаш (англ. Michael Morris Rosbash; род. 7 марта 1944, Канзас-Сити, Миссури, США) — американский генетик, лауреат Нобелевской премии по физиологии или медицине (2017) за открытия молекулярных механизмов, управляющих циркадным ритмом (совместно с Джеффри Холлом и Майклом Янгом).

## Биография
Родился в семье еврейских беженцев из нацистской Германии, прибывших в США в 1938 году; отец Альфред Росбаш (1912—1954) был синагогальным кантором. В 1946 году семья переехала в Бостон (Ньютон), где отец получил место кантора бруклайнской синагоги «Охабей Шалом». Мать, Хильде Росбаш (1914—2008), занималась научными исследованиями в области клинической цитопатологии.
Будучи школьником, посещал лекции по биологии в Калифорнийском технологическом институте и работал в лаборатории Нормана Дэвидсона. Окончил Калифорнийский технологический институт со специализацией по химии в 1965 году, а в 1970 году — отделение биофизики Массачусетского технологического института.
После трёхлетней постдокторантуры по генетике в Эдинбургском университете был принят на работу в Брандейский университет (1974), где работает до сих пор.

## Награды и признание
- 1988 — Стипендия Гуггенхайма[9]
- 2003 — Член Национальной академии наук
- 2009 — Премия Грубера
- 2011 — Премия Луизы Гросс Хорвиц
- 2012 — Премия Мэссри
- 2012 — Международная премия Гайрднера
- 2013 — Премия Шао
- 2013 — Премия Уайли
- 2017 — Нобелевская премия по физиологии или медицине

## Семья
Жена и соавтор — Надя Абович (англ. Nadja Abovich), генетик; двое дочерей — Паула (приёмная, социальный работник) и Таня (финансовый аналитик).